# مورين بويل
مورين بويل (بالإنجليزية: Maureen Boyle)‏ هي كاتِبة وشاعرة بريطانية، ولدت في 1961.